# Kurna (Syria)
Kurna (arab. قورنة) – wieś w Syrii, w muhafazie Aleppo, w dystrykcie Afrin. W 2004 roku liczyła 371 mieszkańców.